# Louis Bergaud
Louis Bergaud surnommé « Lily » ou « la puce du Cantal », né le 30 novembre 1928 à Jaleyrac (Cantal) et mort le 21 mai 2024 à Mauriac (Cantal), est un coureur cycliste français.

## Biographie
Pour ce natif de Jaleyrac, dans le Cantal, promis à un avenir de mineur de fond, le cyclisme a été une bouée. Il explique : « Je n’aimais pas le vélo. J’ai fini ma carrière en n’aimant toujours pas le vélo. J’étais doué pour ça. Je n’étais pas doué pour autre chose » 
Louis Bergaud participe à sept reprises au Tour de France en y remportant deux étapes (en 1958 et en 1961) et en terminant deux fois dans les dix premiers (en 1954 et en 1958). Son palmarès compte environ 150 victoires,.
Il meurt le 21 mai 2024 à Mauriac à l'âge de 95 ans.

## Palmarès
- 1952
  - 3e de la course de côte du Puy-de-Dôme
- 1953
  - 2e étape de Paris-Le Mont-Dore
  - 2e de Paris-Le Mont-Dore
  - 3e du Grand Prix des chaussures Léon Daniel
- 1954
  - Tour de Corrèze
  - 7e du Tour de France
  - 10e du Critérium du Dauphiné libéré
- 1955
  - Grand Prix d'Issoire
  - Grand Prix des chaussures Léon Daniel
- 1956
  - 2e étape du Tour de l'Oise
- 1957
  - 5e étape du Tour de Champagne
  - Polymultipliée
  - 6e étape du Critérium du Dauphiné libéré
  - 3ea étape du Tour de France (contre-la-montre par équipes)
  - Circuit de la Dordogne
  - 2e du Tour du Loiret
- 1958
  - Polymultipliée
  - 13e étape du Tour de France
  - 9e du Tour de France
  - 3e du Circuit du Mont-Blanc
- 1959
  - Circuit d'Auvergne :
    - Classement général
    - 1re, 2ea et 3e étapes

  - 2e du Grand Prix d'Issoire
  - 7e du Trophée Stan Ockers
- 1960
  - 3e de la Polymultipliée
- 1961
  - 2eb étape du Tour du Var
  - 2ea étape du Critérium du Dauphiné libéré (contre-la-montre par équipes)
  - 5e étape du Tour de France
  - 2e des Boucles du Bas-Limousin
  - 3e du Tour de Corrèze

## Résultats sur les grands tours

### Tour de France
7 participations :
- 1954 : 7e
- 1955 : abandon (12e étape)
- 1956 : 54e
- 1957 : 26e, vainqueur de la 3ea étape (contre-la-montre par équipes)
- 1958 : 9e, vainqueur de la 13e étape
- 1959 : 13e
- 1961 : 46e, vainqueur de la 5e étape

### Tour d'Espagne
2 participations :
- 1955 : abandon (9e étape)
- 1956 : abandon (16e étape)

## La Lily Bergaud
La « Lily Bergaud », épreuve organisée en son honneur, est considérée comme l'une des plus belles cyclosportives auvergnates. Elle se déroule en juillet autour de Mauriac, dans le Cantal sur les routes du parc naturel régional des Volcans d'Auvergne.